# منطقة الراين - لان - كرايز
مِنطقَة الرَّّايِن - لان - كرايز (بالأَلمانِيَّة: Landkreis Rhein - Lahn - Kreis) هِي دائِرَة أَلمانِيَّة تَّابعة لمُحافظة كُوبلنز فِي وِلاَية راينلند بالاتينات فِي جُمهُوريَّة أَلمَانيَا الاِتّحاديّة. بمِساحة تُقَدَّر بحَوالَي 782 كم.

## وُصلات خارجيّة
- الصّفحة الرّسميّة لِمِنطقَة الرَّّايِن - لآن - كرآيس (باللُّغَةُ الألمانِيّة).

## مَراجع
1. ↑  GeoNames (بالإنجليزية), 2005, QID:Q830106